# Abdoulaye Sadji
Abdoulaye Sadji (Rufisque , 1910 -  25 de diciembre de 1961) fue un escritor y profesor senegalés. Fue uno de los fundadores de la ficción africana en prosa en lengua francesa.  

## Biografía
Su padre, Demba Sadji, era un morabito, de Serer en la región de Kaolack, y su madre Oumy Diouf provenía de una familia musulmana lebou arraigada en la tradición animista.
Después de realizar estudios coránicos a los once años se incorporó al sistema escolar colonial. Asistió al Liceo Faidherbe y se graduó en la escuela de formación de profesores William Ponty en 1929, licenciándose tres años después.
Fue uno de los primeros profesores africanos y trabajó en Casamanza, Thiès, Lougaj, Dakar y Rufisque, tras ocupar el puesto de director de escuela e inspector de primaria desde 1959 hasta su muerte en 1961 . En 1932 desafió a las autoridades coloniales convirtiéndose en el segundo bachiller senegalés.
Al final de la Segunda Guerra Mundial, Abdoulaye Sadji se incorporó a la lucha por la independencia de su país y se convirtió en uno de los pioneros del movimiento de la negritud. Lejos de la “Negritud del Barrio Latino” practica la “Negritud Interior” y es por eso que Léopold Sédar Senghor dice de él: Abdoulaye Sadji pertenece como Birago Diop, al grupo de jóvenes que en los años 1930 lanza el movimiento de la Negritud. Sadji no ha teorizado mucho sobre la Negritud: lo hace mejor, reacciona con la escritura. Fue uno de los primeros jóvenes senegaleses entre las dos guerras mundiales que combatieron la tesis de la asimilación y la falsa élite de los «evolucionados». Por ello multiplica además de participar en debates, artículos y conferencias.

## Obra
Sus primeros escritos empiezan a publicarse localmente en la década de 1940. Su trabajo incluye artículos en Présence africaine, Paris-Dakar y en muchas revistas africanas, entre otras. También es autor de ensayos y cuentos como Tounka ( 1952 ), que trata de las migraciones y más tarde se convirtió en un libro de cuentos,
Modou Fatim ( 1960 ) o incluso La Belle Histoire de Leuk-le-Lièvre (1953), en colaboración con Léopold Sédar Senghor (quien asegura la parte gramatical). Estas obras dan testimonio de su interés por la cultura africana.
Sus obras más conocidas y estudiadas siguen siendo Maïmouna (1953) sobre una chica africana que deja su casa para ir a Dakar donde es seducida, regresa a su casa y da a luz a un hijo que muere, ella enferma pero luego recupera sus raíces tradicionales y Nini, mulata de Senegal ( 1954 ), dos novelas que relatan el viaje de las jóvenes africanas que, como un continente en transición, conocen la esperanza, las dudas y la desilusión. Son heroínas que se convierten en víctimas de la sociedad urbana. En estos dos trabajos, Sadji se embarca en un análisis intransigente de la sociedad africana. No obstante, es un ferviente defensor de su país y su cultura (sobre todo a través de la creación de la primera emisora de radio en lengua nacional). 
Quiere que esta cultura sea permeable y abierta a otras civilizaciones. Testimoniando su germanofilia (sin precedentes en la época) y el sincretismo religioso que defendió y vivió, para disgusto de la élite religiosa senegalesa.
Todo esto convierte a Sadji en un seguidor de la inteligencia vivida en lugar de una inteligencia fingida y en un hombre de letras atípico, a menudo en desacuerdo con la ideología de la época.

## Publicaciones

### Novelas
- 1948: Tragique Hyménée", paru dans Afrique-Matin, Dakar (janvier 1948)
- 1951: NINI la mûlatresse du sénégal, Présence Africaine, Paris
- 1953: Maimouna , Présence Africaine, Paris
- 1957: Un rappel de soldes, paru dans Binngo (n°57), Dakar (octobre 1957)

### Cuentos
- 1952: Tounka, une légende de la mer, paru dans Paris-Dakar, puis chez Présence Africaine
- 1953: La Belle Histoire de Leuk-le-Lièvre (avec Léopold Sédar Senghor), Hachette, 1953.

### Ensayos
- 1964: Éducation africaine et Civilisation, Imprimerie Diop, Dakar
- 1985: Ce que dit la musique africaine (póstumo), Présence Africaine, Paris

### Artículos de prensa
- 1946 : « Rufisque, ancienne capitale de l'arachide », publicado en Paris-Dakar (23 noviembre)
- 1949 : « Le Roman dans la société coloniale », extraído de Littérature et Colonisation, Présence Africaine, Paris (n°6)
- 1950 : « Les Regrets de la Population Goréenne », publicado en Paris-Dakar (8 mayo)
- 1950 : « Le Pacte matrimonial", en Paris-Dakar (junio)
- 1950 : « En découvrant le ... Grand-Dakar », en Paris-Dakar (julio)
- 1950 : Serie de artículos : « Voyage à travers les villes » y « Escales au Sénégal », publicados en Paris-Dakar
- 1953 : « Il nous faut des maisons d'éducation », en Paris-Dakar (septiembre)
- 1955 : « De l'origine de quelques prénoms sénégalais », en Paris-Dakar (junio)
- 1955 : « L'Africain et la recherche scientifique », en Paris-Dakar (agosto)
- 1955 : « Pour une éducation rationnelle des masses », en  Paris-Dakar (agosto)
- 1958 : « La logique du romancier à propos de Modou Fati », en Paris-Dakar (enero)
- 1958 : « L'Horizon du Noir », en Paris-Dakar (febrero)
- 1958 : « Conseils aux parents d'élèves », en Paris-Dakar (febrero)
- 1958 : « Nit ou l'homme selon l'humanisme wolof », en Paris-Dakar (mayo-junio)
- 1958 : « Culture négro-africaine », en Démocratie nouvelle, l'Afrique Noire vous parle (número especial)  (junio)